# ADATS
ADATS (ang. Air Defense Anti Tank System) – uniwersalny system rakietowy opracowany przez międzynarodowe konsorcjum w skład którego weszły firmy ze Szwajcarii, USA, Kanady i Włoch. System w zależności od sytuacji może zwalczać cele powietrzne lub opancerzone. System znajdował się na wyposażeniu armii Kanady (wycofany w 2006/2007 roku) i Tajlandii.

## Historia
W celu opracowania nowego uniwersalnego systemu rakietowego pod koniec lat 70. powołano międzynarodowe konsorcjum. Główną jego część tworzyły firmy Oerlikon ze Szwajcarii i Martin-Marietta z USA. Prace nad systemem były prowadzone pod kątem zapotrzebowania, które zgłosiło w tym czasie US Army na kompleksowy system ochrony wojsk lądowych przed zagrożeniami ze strony lotnictwa i wojsk pancernych nieprzyjaciela. W armii amerykańskiej zestawy ADATS miały zastąpić przestarzałe samobieżne systemy obrony przeciwlotniczej Chaparral i Vulcan.
Prace nad systemem rozpoczęły się w 1981 na poligonie w Nowym Meksyku. Podczas testów zestrzelono przy pomocy nowych rakiet dwa przerobione na samoloty cele F-86 Sabre. Z powodzeniem dokonano także strzelań do celów naziemnych w tym do czołgów M47. Próby systemu trwały do 1984, a decyzja o podjęciu seryjnej produkcji miała zapaść w ciągu kilku lat.
Pomimo pozytywnych wyników testów z uwagi na koniec zimnej wojny zamówienie ze strony US Army zostało anulowane, a jedynymi odbiorcami broni okazały się armie Kanady i Tajlandii.

## Opis systemu
System dowodzenia ADATS może jednocześnie i w czasie rzeczywistym koordynować prowadzenie ognia przez sześć zestawów (obejmuje to: analizowanie danych, rozpoznawanie i priorytetyzację celów, kontrolę ognia; maksymalna liczba jednocześnie zwalczanych przez 6 kooperujących wyrzutni celów to 48), oddalonych jeden od drugiego o 20 kilometrów, a rolę pojazdu dowodzenia pełnić może którykolwiek zestaw rakietowy. Komunikacja między zestawami odbywać się może poprzez kabel, jak i falami radiowymi (ponad 2000 dostępnych częstotliwości) - obiema tymi drogami można dokonywać pełnej wzajemnej wymiany danych.
Pocisk systemu ADATS może przechwytywać każdy typ celów powietrznych na niskim pułapie. Zasięg pocisku wynosi 10 km, sterowany jest metodą podążania wzdłuż wiązki laserowej, osiąga prędkość Mach 3+ i wytrzymuje przeciążenia do 60g.
Detonacja 12-kilogramowej głowicy następuje za pośrednictwem laserowego zapalnika zbliżeniowego. Zdolność penetracyjna na testach sięgała 900 mm pancerza jednorodnego.
Elektrooptyczne układy śledzenia celów i kierowania ogniem zestawu ADATS są dziełem firmy Lockheed Martin i mają wiele wspólnego z układami wykorzystywanymi w śmigłowcu Apache. Uzupełnione są układami śledzenia w podczerwieni, laserem na dwutlenek węgla służącym do sterowania pociskiem i dalmierzem laserowym.
Pulsacyjny radar dopplerowski systemu ADATS o zasięgu 25 km i pułapie maksymalnym 8600 m zapewnia każdemu zestawowi pełną autonomiczność, a współpracujące z nim systemy pozwalają na namierzanie celów także dla innych zestawów. Śledzonych może być jednocześnie 20 obiektów, tak podczas ruchu pojazdu bazowego, jak i w spoczynku. Od wstępnego wykrycia celu do odpalenia pocisku mija niespełna 5 sekund. Wykryciu celu, rozpoczyna się śledzenie go, tak przez radar, jak i w widmie podczerwieni oraz przed systemy telewizyjne (w przypadku zwalczania celów lądowych nie jest używany radar). Następnie następuje identyfikacja celu i decyzja o otwarciu ognia. Cel zostaje oświetlony laserowym promieniem sterującym, po czym następuje odpalenie pocisku. Po 2 sekundach zestaw gotów jest do odpalenia kolejnego pocisku.
System montowany był na podwoziach transporterów opancerzonych M113A2 (Kanada) oraz na stacjonarnych platformach (Tajlandia). Zaprezentowane zostały wersje na wielu innych podwoziach, w tym LAV I, LAV III, LAV-300, Mowag Shark, M3 Bradley, Leopard 1, M1 Abrams oraz FLVS, jednak nigdy nie weszły one do służby. 